# Marcus Antonius Gnipho
Pour les articles homonymes, voir Antoine.
Marcus Antonius Gnipho (Ier siècle av. J.-C.) est un orateur et grammairien latin d'origine gauloise. S'il semble originaire de la Gaule cisalpine, il est incertain qu'il soit né à Narbonne, comme l'ont affirmé certains auteurs. Exposé à la naissance, il fut recueilli ; devenu esclave, on lui a rendu la liberté en lui donnant les nomen et praenomen de ses anciens maîtres : Marcus Antonius. Il enseigne d'abord dans la maison de Jules César enfant. Puis il fonde une école dans sa propre maison, fréquentée par Cicéron, même lorsqu'il était préteur (-66), et par Ateius Praetextatus. Doté d'une grande mémoire, il avait une grande connaissance des littératures latine et grecque. La particularité de ses cours était qu'il comptait sur la générosité de ses élèves pour le paiement de son salaire. Selon Suétone, il mourut à l'âge de 50 ans.

## Postérité
Il a laissé des ouvrages, dont De Latino Sermone ("Sur le langage latin") en deux livres. L'ouvrage intitulé Rhetorica ad Herennium lui a été attribué ; selon l'opinion académique, De Latino Sermone est le seul ouvrage qu'il a écrit ; tous ses autres écrits sont dus au travail de ses disciples. Quintilien le cite dans un exposé de cas de pluriel latin sur les mots robor (chêne), ebur (ivoire) et marmur (marbre).
L'Histoire littéraire de la France lui consacre un chapitre.